# 横谷亮
横谷 亮（よこたに りょう、1979年3月18日 - ）は、千葉県出身のサッカー指導者。

## 来歴
2004年、JFA公認C級コーチライセンスを取得。同年より京都パープルサンガの育成・普及部コーチに就き、2006年まで務めた。2008年、大宮アルディージャの分析担当コーチに就任し、2010年からはヴァンフォーレ甲府の分析担当コーチを務めている。
2016年から2024年まで大宮アルディージャのアカデミーコーチ等を歴任し、2025年より、レノファ山口FCのトップチームコーチに就任した。

## 学歴
- 千葉英和高等学校
- 明治学院大学
- 筑波大学大学院

## 指導歴
- 2001年 - 2003年  ピュアネスサッカースクール
- 2004年 - 2005年  京都パープルサンガ 育成・普及部コーチ
- 2006年 - 2007年  ISDe.V コーチ
- 2008年 - 2009年  大宮アルディージャ 分析担当コーチ
- 2010年 - 2015年  ヴァンフォーレ甲府 コーチ兼分析担当
- 2016年 - 2024年  大宮アルディージャ
  - 2016年 - 2017年 U-15 コーチ
  - 2018年 育成コーチ
  - 2019年 - 2023年 U-15 コーチ
  - 2024年 U-12 監督
- 2025年 -  レノファ山口FC コーチ